# 宣川駅
宣川駅（ソンチョンえき）は朝鮮民主主義人民共和国平安北道宣川郡宣川邑に位置する朝鮮民主主義人民共和国鉄道省平義線の駅である。平壌～北京・モスクワ間の国際列車の停車駅でもある。

## 歴史
1908年4月1日の京義線全通時に宣川駅（せんせんえき）として開業した。1911年（明治44年）11月1日に鴨緑江橋梁が完成した後は満洲に向かう国際列車の停車駅となった。
1910年（明治43年）12月27日には、朝鮮独立運動家の安明根が宣川駅で寺内正毅総督の暗殺未遂事件を起こした。（105人事件）

## 隣の駅
朝鮮民主主義人民共和国鉄道省
平義線
路下駅 - 宣川駅 - 清江駅